# Travel Coach
Travel Coach è un software traduttore e allenatore linguistico per console Nintendo DS, sviluppato HMH Interactive e immesso nel mercato italiano da Examedia s.p.a il 20 novembre 2008.
Travel Coach, è l'unico gioco DS (sul mercato italiano) che permette di tradurre in cinque lingue differente: inglese, francese, spagnolo, tedesco ed italiano.

## Struttura
Il software si articola in cinque sezioni:
Dizionario. La sezione prevede un dizionario universale di base e turistico (con circa 8.500 parole, 40.000 parole chiave e 400.000 variazioni) un dizionario gastronomico (con circa 5.000 voci) e un dizionario dell'automobile (con circa 1.500 voci)
Modi di dire.  La sezione contiene, per ogni lingua, circa 320 frasi di uso comune, riprodotte con registrazioni vocali e suddivise in 26 categorie di interesse. Le categorie di interesse sono:
- domande
- saluti e auguri
- al primo incontro
- darsi appuntamento
- l'ora e il tempo
- al confine alla dogana e in viaggio
- automobile
- emergenza e incidente
- assistenza medica
- dal dentista e all'ospedale
- polizia, sporgere denuncia
- in aeroporto e in aereo
- mezzi di trasporto locali
- in albergo
- alloggio
- visite turistiche
- divertimento
- acquisti
- abbigliamento e articoli per il tempo libero
- gioielli, souvenir e regali
- media ed elettronica
- sport
- denaro e posta
- telefono
- al ristorante I
- al ristorante II.

Esercizi di lingua. La sezione permette di imparare un vocabolario base turistico di circa 1000 parole in ognuna delle cinque lingue. Il vocabolario è stato elaborato in modo didattico e suddiviso in 31 brevi lezioni. In dettaglio, la sezione si articola in 4 parti: raccolta vocaboli, giochi con i vocaboli (mix di lettere, abbina i colori, puzzle), esercizi con i vocaboli e modi di dire (dettato, ascolta e comprendi, completa il testo).
Informazioni di viaggio.  La sezione contiene per ogni Paese (Italia, Spagna, Gran Bretagna, Francia, Germania) informazioni generali (sulla popolazione, sulla geografia, sulla viabilità, sul clima), informazioni gente&paese (relative alla gastronomia, agli usi e ai costumi), informazioni pratiche (relative ai ristoranti, ai locali, ai caffè, ai numeri utili, alle informazioni turistiche, agli alloggi, ai mezzi di trasporto, alle ambasciate) informazioni cultura, festival e folklore (relative alla musica, al teatro, alla danza, alle feste popolari, a manifestazioni varie).
Quiz sui paesi. La sezione contiene 20 domande originali e attuali su ogni singolo Paese. Le domande, scelte da un totale di 100 quesiti, vengono visualizzate in ordine causale, con la possibilità di rispondere ad un mix di domande su tutti i cinque Paesi.
Giochi.  La sezione contiene 5 giochi a tema per ogni Paese. In Germania l'utente diventa una valorosa cameriera dell'Oktoberfest (a Monaco di Baviera) che cerca di tenere a bada la valanga di boccali di birra vuoti. In Gran Bretagna l'utente diventa un giocatore di Croquet, sport di lunghissima tradizione e passatempo preferito dalla buona società britannica. In Francia, l'utente si trasforma in Cupido, il dio dell'Amore, che con le frecce del suo arco cerca di avvicinare due innamorati. In Italia, l'utente diventa un creativo pizzaiolo che deve soddisfare tutte le richieste dei suoi clienti. In Spagna, l'utente si trasforma in un torero che deve affrontare nuvole a forma di toro che si materializzano mentre dorme nella Plaza de toros.

## Proprietà
- Doppio schermo
- 5 lingue base di navigazione: Tedesco – Inglese – Francese – Italiano – Spagnolo
- Combinazione tra lingue in tutte le direzioni (ex: italiano → all'inglese, spagnolo → francese, tedesco → inglese …)
- 8.500 vocaboli per ogni lingua (42.500 in totale)
- 400.000 vocaboli distinti in categorie per ogni lingua
- 320 frasi di uso comune all'interno delle 26 categorie d'interesse